# Wendland und Altmark
Wendland und Altmark, benannt nach den Regionen Wendland und Altmark, bezeichnet eine naturräumliche Haupteinheitengruppe in Niedersachsen und Sachsen-Anhalt, Norddeutschland. Im Handbuch der naturräumlichen Gliederung Deutschlands trägt sie die Kennziffer 86, das Bundesamt für Naturschutz führt sie in unveränderten Grenzen unter der Kennziffer D29.

## Lage
Der Naturraum erstreckt sich im zentralen Norddeutschen Tiefland grenzüberschreitend in den Ländern Niedersachsen (hier nur Landkreis Lüchow-Dannenberg) und Sachsen-Anhalt (Altmarkkreis Salzwedel, Landkreis Stendal sowie Landkreis Börde). Er reicht von Dannenberg im Norden über Lüchow und Salzwedel bis zum Breslau-Magdeburg-Bremer Urstromtal (mit Ohre und Mittellandkanal) nördlich von Magdeburg im Süden und vom niedersächsisch-sachsen-anhaltischen Grenzgebiet nordöstlich von Wolfsburg sowie dem Drömling im Westen bis nach Stendal im Osten. Das Gebiet ist damit im Wesentlichen deckungsgleich mit den kulturlandschaftlichen Regionen Wendland und Altmark – allerdings nicht in allen Bereichen. So wird der sozio-kulturell größtenteils zum Hannoverschen Wendland gehörende Drawehn naturräumlich zur Haupteinheit D28 Lüneburger Heide gezählt. Die Talaue der Elbe bildet ebenfalls einen separaten Naturraum.
Die Haupteinheitengruppe Wendland und Altmark (86) wird begrenzt und eingerahmt von den Gruppen Lüneburger Heide (64) im nördlicheren Westen, Weser-Aller-Flachland (62) im Südwesten, Östliches Harzvorland und Börden (50) im Süden sowie der Elbtalniederung (87) in Osten und Norden.
Als einziges Gebiet der „alten“, westlichen Bundesländer – neben dem niedersächsischen Teil der Elbtalniederung – wird das Wendland, wie auch sonst die gesamte Naturraumeinheit, zur klimatisch bereits kontinentalen Großregion 3. Ordnung des zentralen Ostdeutschen Tieflandes gerechnet, während die benachbarte Lüneburger Heide noch den westlicheren Geestlandschaften zugerechnet wird.

## Naturräumliche Gliederung
Die Haupteinheitengruppe gliedert sich wie folgt in dreistellige Haupteinheiten und feinere Einheiten (Nachkommastellen):
- (zum norddeutschen Tiefland)
  - 86 (=D29) Wendland und Altmark (4308,3 km²)[1]
    - Altmärkisches Flachland
      - 860 Lüchower Niederung (861,2 km²)[1]
        - 860.0 Bruch- und Jeetzeniederung
          - Geschiebesandinsel östlich von Lüchow (Singularität)

        - 860.1 Langendorfer Geestplatte
        - 860.2 Gartower Forst
        - 860.3 Öring-Lemgow
        - 860.4 Dumme-Grenzgraben-Niederung

      - 861 Jeetze-Dumme-Lehmplatte und Arendseer Platte (957,6 km²)[1]
        - 861.0 Arendseer Platte
          - 861.00 Polkerner Gebiet
          - 861.01 Dewitzer Gebiet
          - 861.02 Leppin-Kerkauer Gebiet
          - 861.03 Rademiner Sandgeest

        - 861.1 Jeetze-Dumme-Platte

    - 862 Stendaler Land (1353,4 km²)[1]
      - 862.0 Stendaler Platte
        - 862.00 Tangermünder Platte
        - 862.01 Arneburger Platte
        - 862.02 Stendal-Bismarker Platte
        - 862.03 Stendaler Niederung

      - 862.1 Osterburger Gebiet
      - 862.2 Kalbescher Werder
      - 862.3 Mildeniederung
      - 862.4 Trüstedter Platte

    - Altmärkischer Landrücken (Teil des Südlichen Landrückens)
      - 863 Letzlinger Heide (731,7 km²)[1]
      - 864 Klötzer Heide (223,2 km²)[1]
        - 864.0 Hellberge – Klötzer Forst
          - Klötzer Forst
          - Zichtauer Forst (mit Hellbergen)

        - 864.1 Breitenfelder Sander

      - 865 Westaltmärkisches Waldhügelland (181,0 km²)[1]
        - 865.0 Melliner Forst
        - 865.1 Diesdorfer Geest

## Klima
Das Gebiet befindet sich im Übergangsbereich zwischen den atlantischen und kontinentalen Großklimazonen Mitteleuropas und ist weitestgehend als subkontinental einzustufen. Man kann auch von einem noch maritim beeinflussten Binnentieflandklima sprechen. Insbesondere im Lee (Regenschatten) größerer Endmoränen-Höhenzüge (siehe unten) sind relativ niederschlagsarme Verhältnisse anzutreffen. In der Lüchower Niederung ist die jährliche Schwankung der Temperatur mit 17,7 °C bereits um ein Grad stärker als in der subatlantisch geprägten zentralen Lüneburger Heide. Es gibt mit 28 Sommertagen (Maximum > 25 °C) acht mehr und mit 100 Frosttagen (Minimum < 0 °C) 20 mehr als in der mittleren Lüneburger Heide. Der Niederschlag ist mit 580 mm/a im langjährigen Mittel deutlich geringer als dort (Vergleichswert: 730 mm/a). In der Altmark werden ebenfalls Jahresniederschläge von 550 bis 600 Millimetern verzeichnet. Die Durchschnittstemperatur im Januar liegt hier bei −1 bis 0 °C, im Juli bei 17 bis 18 °C.

## Geologie, Bodenkunde, Gewässer
Die Geomorphologie der Naturraumeinheit Wendland und Altmark wurde wesentlich durch die Saaleeiszeit geformt. Mehrere markante Erhebungen aus zum so genannten „Südlichen Landrücken“ zusammengefassten Endmoränen-Formationen prägen das Landschaftsbild. Sie sind das Ergebnis der saale-glazialen Gletscher-Vorstöße und Eisrandlagen „Drenthe I“ und „Drenthe II“, insbesondere aber des jüngsten „Warthe-Stadiums“. Zu nennen sind als westliche Begrenzung des Naturraums der Göhrde-Drawehn-Höhenzug (auch: „Osthannoversche Endmoräne“) sowie die Hellberge und die Colbitz-Letzlinger Heide im Südteil. Diese Kette aus Endmoränen findet auf der rechten Elbeseite ihre Fortsetzung im Fläming (auf der Karte Naturraum-Einheit 85).
Die höchste Erhebung des Naturraumes liegt mit 160 Metern über NN in den Hellbergen nordwestlich von Gardelegen; der tiefste Punkt befindet sich mit kaum 13 Metern über NN bei Dannenberg am Rand der Elbtalniederung.
Der nördliche Teil, die Lüchower Niederung, ist eine weichselglazial überformte Niederterrasse aus fluviatilen und glazifluviatilen Sanden. Sie ist Bestandteil des Elbe-Urstromtals und wird vom unteren Lauf der Jeetze (in Sachsen-Anhalt) bzw. Jeetzel (in Niedersachsen) und ihren Nebengewässern durchzogen – dem größten Fließgewässer innerhalb der Naturraumeinheit D29. Mehrere saale-glaziale Geestinseln, wie der „Öring“, der „Lemgow“ und die „Langendorfer Geestinsel“ sowie periglazial und holozän aufgewehte Flugsandflächen und -dünen – vor allem die große „Gartower Flugsandanhöhe“ – unterbrechen den grundwassernahen, teilweise moorigen Niederungscharakter der Landschaft. Nach Süden hin finden sich zunehmend lehmige Gleyböden und schließlich in der Dumme-Landgraben-Grenzgraben-Niederung auch Niedermoortorfe.
Diese Niederung, die historisch oft Grenzgebiet war – so auch während der deutschen Teilung –, zieht sich bis nach Salzwedel hin und schließt auch noch den Arendsee mit ein. Dabei handelt es sich mit über fünf Quadratkilometern Wasserfläche um den größten und mit 50 Metern tiefsten natürlichen See Sachsen-Anhalts. Begrenzt wird die Niederung im Süden von den „Altmarkplatten“, die vor allem Tieflehm-Braunerde-Standorte aufweisen. Diese Platten und „Hochflächen“ aus pleistozänen Grundmoränen- und Schmelzwasserbildungen werden durch Niederterrassen und Rinnen mit Auen-, Moor- und Flugsandbereichen gegliedert, insbesondere in ihrem nördlichen und östlichen Teil. Als größtem Fließgewässer begegnet man wiederum der Jeetzel, die hier in ihrem oberen Lauf „Jeetze“ genannt wird. Ein weiteres nennenswertes Fließgewässer ist die Biese, die im weiteren Verlauf Aland genannt wird. Im Nordwesten erreichen die Grundmoränen mit der „Jeetzel-Dumme-Lehmplatte“ in der Region „Swinmark“ (Umgebung von Bergen (Dumme) und Schnega) auch noch niedersächsisches Gebiet.
Südlich gehen die Altmarkplatten in die bereits erwähnten Endmoränenlandschaften über, die auch als „Altmarkheiden“ zusammengefasst werden. Als Böden dominieren auf dem flach-hügeligen Relief der Hellberge und der Colbitz-Letzlinger Heide insbesondere Sandlöss-Braunerde, Fahlerde sowie Sand-Braunpodsol. Diese Landschaft ist vergleichsweise arm an Gewässern.

## Heutige potenzielle natürliche Vegetation (PNV) und Landnutzung
Stellte der Mensch seine Bewirtschaftung der Landschaft ein und überließe diese der natürlichen Sukzession, würden sich – abgesehen von extrem nassen oder trockenen Standorten und unter Ausklammerung des Wirkens großer Weidetierherden (so genannter Megaherbivoren) – im mitteleuropäischen Tiefland weitgehend geschlossene Wälder einstellen.
Auf den Grundmoränen- und Talsandplatten des Naturraums „Wendland und Altmark“ wäre nach dem Durchlaufen verschiedener Sukzessionsgesellschaften schließlich mit der großflächigen Entwicklung von Buchenwäldern basenarmer Standorte als Klimaxstadium zu rechnen. Je nach Standortbedingungen würden sich unterschiedliche Assoziationen vom Drahtschmielen-Buchenwald bis zum Flattergras-Buchenwald durchsetzen. Innerhalb der Talauen der Flüsse würden sich an basenarmen Standorten Stieleichen-Auwaldkomplexe, an basenreichen Standorten Eichen-Hainbuchenwälder (Edellaubholz-Mischwälder) und Eschenmischwälder ausbreiten. Auf Niedermoorböden wäre die Bildung von Birken-Eichenwald (ärmer, trockener) und Walzenseggen-Erlen-Bruchwaldkomplexen (reicher, feuchter) zu erwarten. An basen- und nährstoffarmen, trocken-sandigen Stellen wäre Kiefern- sowie Birken-Eichen-Buchenwald landschaftsprägend.
Tatsächlich gibt es diese Vegetationsformationen heute allenfalls in kleinen Fragmenten und Degenerationsstadien, bedingt durch die praktisch flächendeckende forst- und landwirtschaftliche Überformung der Landschaft und durch Flächenentwässerung. Wälder finden sich vor allem auf agrarisch minderwertigen Böden und bestehen in der Regel aus forstwirtschaftlich bestimmten Baumarten. Relativ hohe Waldanteile innerhalb von Naturraumes gibt es in den Altmarkheiden im Süden (ca. 40 %; vor allem Kiefernforsten) und auf den Geesthügeln und Flugsandanhöhen im Wendland (beispielsweise „Gartower Tannen“; auch dies ist Kiefernforst). Sonst sind meist nur kleinere Waldflächen etwa in den feuchten bis nassen Niederungen vorhanden. Ein größerer feuchter Waldkomplex auf basenarmem, leicht saurem Standort ist die so genannte „Lucie“ (genauer: Wald-Lucie) in der Lüchower Niederung. In der Dumme-Landgraben-Grenzgraben-Niederung sind ebenfalls noch ausgedehntere nasse Erlenbruchwälder vorhanden.
In der Colbitz-Letzlinger Heide im Süden des Naturraumes existiert der riesige militärische Truppenübungsplatz „Gefechtszentrum Altmark“, der zu einer spezifischen Ausprägung der Landschaft mit großen Heide- und Magerrasen- sowie sandigen Rohbodenflächen geführt hat. Unter den dortigen Wäldern ist neben Kiefernforst auch der wohl größte zusammenhängende Lindenwald Europas anzutreffen.
Landschaftsprägend für den gesamten Naturraum sind aber zumeist landwirtschaftliche Flächen. Grünlandnutzung beschränkt sich dabei in der Regel auf Talauen- und Niedermoorstandorte sowie trockene Hügel. In vielen Teilen dominiert dagegen Ackerbau. Besonders auf den ergiebigeren Böden der Altmarkplatten führt der intensive Anbau von Getreide und Mais auf großen Ackerschlägen zu einem teilweise monotonen Erscheinungsbild. Im stärker kleinbäuerlich geprägten Wendland hat sich insgesamt noch ein kleinteiligeres, abwechslungsreicheres Landschaftsbild erhalten. Verschiedene regionale Flurbereinigungsverfahren, vor allem in den 1960er  bis 1980er Jahren, haben zusammen mit der allgegenwärtigen Flächenentwässerung der Niederungen allerdings auch hier zu einer signifikanten naturräumlichen Verarmung gegenüber dem Zustand noch in der ersten Hälfte des 20. Jahrhunderts geführt.

## Flora und Fauna
Bedingt durch seine klimatische und biogeografische Übergangslage sowie die relativ dünne menschliche Besiedlung konnte sich in der Naturraumeinheit „Wendland und Altmark“ eine vergleichsweise reichhaltige Pflanzen- und Tierwelt erhalten. Arten mit ozeanischer Verbreitung haben hier vielfach ihre letzten binnenländischen Vorposten, während umgekehrt kontinental verbreitete Arten westlich gerade noch bis dorthin vordringen. Die Landschaft ist in Teilbereichen noch recht kleinteilig strukturiert und bietet daher im Sinne des Biotopverbunds eine günstigere Vernetzung für Pflanzen- und Tierpopulationen als in manchen anderen Landschaften Norddeutschlands. Eine herausragende Rolle spielt in diesem Zusammenhang auch die das Gebiet nach Osten und Norden begrenzende Talaue der Elbe.
Bezogen auf das Land Niedersachsen hält das Hannoversche Wendland trotz mancher auch hier zu beobachtender negativer Landschaftsveränderungen diverse Superlative hinsichtlich der Artenfülle. Dies gilt für das Vorkommen von Blütenpflanzen ebenso wie für die Präsenz von Brutvogelarten. Auch Vielfalt und Bestandsgrößen von Amphibien in der gewässerreichen Gegend sind herausragend – beispielsweise mit den nach der benachbarten Elbtalniederung wohl bedeutendsten zusammenhängenden Vorkommen des Laubfrosches innerhalb der „alten“ Bundesländer Deutschlands.
Dieser überdurchschnittliche biologische Reichtum setzt sich zumindest bis in die nördliche Altmark teilweise fort. Nach den etwas eintönigeren Bereichen der mittleren Altmarkplatten wird die Vielfalt der Lebewelt in den südlichen Endmoränengebieten wieder größer – dies gilt insbesondere für den auf weiten Strecken siedlungsfreien und kaum durch Straßen zerschnitteten Naturpark Colbitz-Letzlinger Heide mit Sand- und Ginsterheiden und dem Vorkommen vieler Vögel, Insekten und Reptilien. Gleichförmige Sekundäraufforstungen aus Waldkiefern in vormaligen Heide- und Magerrasengebieten sorgen allerdings auch im Südteil des Naturraumes streckenweise für monotone Landschaftsbilder.